# Sistema di rift mediocontinentale

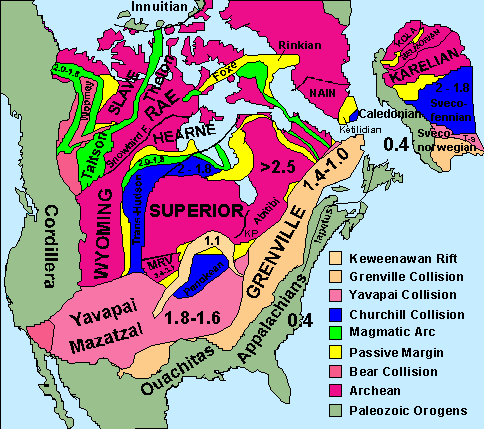
Mappa geologica del Nord America. Il rift mediocontinentale è indicato dal color beige e identificato come Keweenawan Rift. Il Lago Superiore occupa il vertice del rift.

Il sistema di rift mediocontinentale (in lingua inglese Midcontinent Rift System (MRS) o Keweenawan Rift) è un rift (cioè una regione in cui la crosta terrestre e la litosfera si trovano in condizioni tettoniche distensive e tendono a separarsi) lungo 2.000 km situato al centro del continente nord americano e nella porzione centro-meridionale della placca nordamericana.
Si formò quando il nucleo del continente, cioè il cratone nordamericano o Laurentia, cominciò a fratturarsi e dividersi circa 1,1 miliardi di anni fa durante il Mesoproterozoico nell'era del Precambriano. Il rift abortì producendo un aulacogeno e lasciando dietro spessi strati di rocce magmatiche che sono ora esposte nelle propaggini settentrionali, mentre lungo gran parte dei bracci occidentali e orientali esse sono ancora sepolte sotto formazioni sedimentarie successive. 
Questi bracci si incontrano nel Lago Superiore, che è situato all'interno della fossa tettonica. La sponda settentrionale del Lago Superiore nell'Ontario e nel Minnesota definisce l'arco settentrionale del rift. Dal lago, il braccio orientale del rift si dirige verso sud fino alla parte centrale del basso Michigan e probabilmente fino all'Indiana, Ohio, Kentucky, Tennessee e Alabama. Il braccio occidentale si dirige dal Lago Superiore verso sudovest attraverso parte del Wisconsin, Minnesota, Iowa e Nebraska fino alla parte nordorientale del Kansas, e probabilmente fino all'Oklahoma.

## Formazione

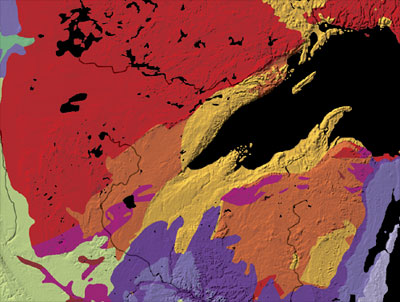
Le rocce del rift risultano esposte nell'area in color camoscio attorno al Lago Superiore. Il margine nord dell'area colorata è la zona del Lago Nipigon.

Le formazioni rocciose create dal rift includono il gabbro, le rocce intrusive granitiche e le lave basaltiche. Nella regione del Lago Superiore il sollevamento di queste rocce potrebbe essere stato causato da un punto caldo che ha dato luogo alla formazione di una tripla giunzione. Voluminosi flussi di lava basaltica sono stati eruttati lungo l'asse centrale del rift, in modo simile a quanto avviene tuttora nella depressione di Afar nel sistema di rift dell'Africa orientale.
Le estensioni sudoccidentale e sudorientale rappresentano due bracci della tripla giunzione, mentre un terzo braccio abortito (aulacogeno) si estende in direzione nord verso l'Ontario dove ha dato luogo al Nipigon Embayment. Il ramo abortito include il Lago Nipigon, nell'Ontario.
Il sistema di rift può essere il risultato delle forze distensive che sono alla base della collisione continentale dell'orogenesi di Grenville a est, che in parte si sovrappone dal punto di vista temporale allo sviluppo del rift. Successive forze compressive collegate all'orogenesi Grenville hanno giocato un ruolo importante nell'aborto del rift e nella sua chiusura. Se il processo di rifting fosse continuato, il risultato avrebbe potuto includere la scissione cratone nordamericano e la creazione di un oceano. Il sistema di rift mediocontinentale sembra aver progredito quasi fino al punto dove si ebbe l'intrusione dell'oceano. Ma dopo 15-22 milioni di anni, la fessurazione si arrestò.
Il rift mediocontinentale è la più profonda frattura geologica che si è richiusa finora scoperta; tutti gli altri rift profondi hanno sempre dato luogo alla formazione di un oceano.